# Elizabeth Balogun
Pour les articles homonymes, voir Balogun.
Elizabeth Balogun, née le 9 septembre 2000, est une joueuse nigériane de basket-ball. Elle fait partie de l'équipe du Nigeria.

## Biographie
Elizabeth Balogun est née le 9 septembre 2000 à Lagos, au Nigeria. Elle est la deuxième d'une fratrie de trois. Son frère aîné, Ezekiel, a joué pour The Citadel (en) en Caroline du Sud. Sa cadette, Ruth, a joué à la Hamilton Heights Christian Academy dans le Tennessee puis joue pour les Sugar Bears (en) de l'université du centre de l'Arkansas. Sa mère, Justina, est morte d'un cancer du sein avant que Balogun n'aille en Amérique, alors que son père Mark, est entraîneur de basket-ball et policier au Nigeria,.

## Début
Balogun joue à la Hamilton Heights Christian Academy du Tennessee, aux États-Unis en huitième année, avec des moyennes de 15,1 points, 4,6 rebonds, 2,7 contres et 2,1 passes. Elle fait partie de la première équipe All-USA Girls Basketball à la fin de ses études secondaires.
Elisabeth Balogun commence sa carrière universitaire (NCAA) en 2018 en tant que étudiante en première année à Georgia Tech. Elle quitte l'équipe pour celle de Louisville après avoir été nommée freshman (joueuse de première année) de l'année 2018-2019. Elle joue ensuite pour les Blue Devils de Duke.

## Carrière professionnelle
Elizabeth Balogun joue pour le CB Bembire, un club de la Liga Femenina de Baloncesto espagnole.

## Carrière internationale
Balogun est appelée dans l'équipe nationale nigériane (D'Tigress) pour participer en 2019 au tournoi de qualification pour les Jeux olympiques d'été de 2020 au Mozambique, mais elle n'est pas libérée par Louisville, son université,. Elle est appelée à participer à la suite du tournoi de qualification pour les Jeux olympiques de 2020 à Belgrade,,. Elle participe également au tournoi de qualification olympique (en) pour les Jeux olympiques d'été de 2024, où elle obtient des moyennes de 9 points, 4 rebonds et 3 passes décisives.

## Palmarès
- Vainqueur du Championnat d'Afrique 2023 avec le Nigeria